# Большое Гангозеро
Большое Гангозеро — деревня в составе Новинского сельского поселения Кондопожского района Республики Карелия.

## Общие сведения
Расположена на южном берегу озера Гангозеро.

## История
9 мая 1933 года постановлением Карельского ЦИК в деревне была закрыта церковь.

## Население
Численность населения в 1905 году составляла 297 человек.
| 2002 | 2009 | 2010 | 2013 |
| ---- | ---- | ---- | ---- |
| 5    | ↗10  | ↘7   | ↘4   |

## Известные уроженцы
- И. Ф. Ларькин (1924—2002) — полный кавалер Ордена Славы, почётный гражданин города Кондопога.